# Фомченков, Константин Фёдорович
Константин Фёдорович Фомченков (1918—1944) — заместитель командира эскадрильи 19-го гвардейского истребительного авиационного полка 258-й смешанной авиационной дивизии 7-й воздушной армии Карельского фронта, гвардии капитан. Герой Советского Союза.

## Биография
Родился в крестьянской семье. Русский. Окончил среднюю школу и школу ФЗУ. Работал слесарем, занимался в аэроклубе.
В Красной Армии с 1937 года. В 1939 году окончил Борисоглебскую военную авиационную школу лётчиков.
Участник советско-финской войны 1939—1940 годов, награждён медалью «За отвагу». На фронтах Великой Отечественной войны с июня 1941 года, начало которой старший лейтенант Фомченков К. Ф. встретил командиром звена в 145-м истребительном авиационном полку.
Воздушные бои первого периода войны, как правило, отличались значительным численным перевесом вражеской авиации над советской. Так было по всему советско-германскому фронту. Но воздушный бой 15 июня 1942 года особенно запомнился лётчикам 19-го гвардейского авиационного полка. На подступах к городу Мурманску сошлись в жаркой схватке шестёрка советских истребителей против тридцати фашистских самолетов. Крылатые гвардейцы, воюя не числом, а умением, с самого начала взяли инициативу в свои руки и сорвали вражеский налёт на Мурманск. Командир звена Константин Фомченков сбил в этом бою один самолёт лично и два — совместно с гвардии капитаном И. В. Бочковым.
18 июня 1942 года звено Фомченкова вылетело на перехват самолётов противника. Западнее Мурманска они встретили четвёрку вражеских истребителей. В завязавшемся бою Фомченков с дистанции 100—150 метров атаковал и сбил одного «мессера». Остальные гитлеровские стервятники скрылись в западном направлении.
В середине августа 1942 года советское командование приняло решение нанести бомбовой удар по объектам противника в районе Луостари. Звено Фомченкова участвовало в операции как группа сопровождения бомбардировщиков. Удар был неожиданным и застал фашистов врасплох. Когда наши самолёты легли на обратный курс, появились немецкие истребители. Они попытались атаковать ударную группу советских авиаторов, но получили достойный отпор. Завязался короткий, но ожесточённый бой, в ходе которого было сбито три «мессера».Член ВКП(б)/КПСС с 1943 года.
Заместитель командира эскадрильи 19-го гвардейского истребительного авиационного полка гвардии капитан Константин Фомченков к апрелю 1943 года совершил 320 боевых вылетов, в 37 воздушных боях по данным наградных документов лично сбил 8 и в группе 26 самолётов противника, а по данным исследований М. Ю. Быкова — одержал 7 личных и 18 групповых побед. 
Указом Президиума Верховного Совета СССР от 24 августа 1943 года за образцовое выполнение боевых заданий командования на фронте борьбы с немецко-фашистским захватчиками и проявленные при этом мужество и героизм гвардии капитану Фомченкову Константину Фёдоровичу присвоено звание Героя Советского Союза с вручением ордена Ленина и медали «Золотая Звезда».
Командир эскадрильи гвардии майор Фомченков К. Ф. погиб 24 февраля 1944 года при выполнении боевого задания на кестеньгском направлении, сбив в своем последнем бою немецкий истребитель. К тому времени советский ас выполнил 351 боевой вылет, сбил 8 самолётов противника лично и 18 в группе.
Награждён орденами Ленина (24.08.1943), Красного Знамени (19.08.1943), Александра Невского (04.03.1944, посмертно), Отечественной войны 2-й степени (14.01.1943), Красной Звезды (02.05.1942), медалью «За отвагу» (22.05.1940).

## Память
Именем Героя было названо судно Министерства рыбного хозяйства СССР.